# Tegobomolochus
Tegobomolochus is een geslacht van eenoogkreeftjes uit de familie van de Bomolochidae. De wetenschappelijke naam van het geslacht is voor het eerst geldig gepubliceerd in 1976 door Izawa.

## Soorten
- Tegobomolochus nasicola Izawa, 1976